# Lanfranco Alberico
Lanfranco Alberico (Asigliano Vercellese, 31 luglio 1917 – 21 febbraio 1977) è stato un calciatore italiano, di ruolo centrocampista.

## Carriera
Dopo aver vestito per sei stagioni la maglia della Pro Vercelli, si trasferì al Venezia in serie A.
La squadra del capoluogo veneto negli anni quaranta schierò campioni come Ezio Loik e Valentino Mazzola, e vinse la Coppa Italia: Alberico fu uno dei protagonisti della manifestazione, segnando una doppietta all'Udinese nella vittoria casalinga negli ottavi di finale (17 maggio 1941), un gol nei quarti di finale nella vittoria esterna contro il Bologna per 4-3 del 25 maggio 1941 ed un gol nella vittoria in semifinale contro la Lazio per 3-1 del 1º giugno 1941
Nel 1944 giocò nelle file della Biellese, mentre una volta finita la Seconda Guerra Mondiale si trasferì nel Novara, dove rimase fino al 1953 collezionando complessivamente 227 presenze con 42 reti; dopo un'ulteriore stagione passata nella Pro Vercelli si ritirò.

## Palmarès
- Coppa Italia: 1

Venezia: 1940-1941
- Campionato italiano di Serie B: 1

Novara: 1947-1948